# Alaíde Foppa
Alaíde Foppa de Solórzano (* 1913 oder 1914 in Barcelona, Spanien; verschwunden am 9. Dezember 1980 in Guatemala-Stadt) war eine guatemaltekische Dichterin und Kunstkritikerin.

## Leben
Alaíde Foppa wurde 1913 oder 1914 im spanischen Barcelona als Tochter eines argentinisch-italienischen Diplomaten und Schriftstellers und seiner guatemaltekischen Ehefrau in eine Familie der Oberschicht hineingeboren. Sie verbrachte ihre Kindheit in verschiedenen Ländern Europas und Südamerikas und unternahm später ein Hochschulstudium, das sie mit einer Promotion an der Universität von Paris abschloss. Später heiratete sie den Anwalt Alfonso Solórzano (1911―1980), mit dem sie 1944 nach Guatemala zog. Im gleichen Jahr nahm sie die guatemaltekische Staatsbürgerschaft an. Mit ihrem Ehemann, einem Kommunisten, bekam sie fünf Kinder. Ihr Ehemann stieg im damals demokratisch regierten Guatemala schnell auf und wurde Berater des linken Präsidenten Jacobo Árbenz Guzmán. Als dieser 1954 durch einen von den USA orchestrierten Putsch gestürzt und durch den rechten Diktator Carlos Castillo Armas ersetzt wurde, ging die Familie ins Exil nach Mexiko. Dort wurde Foppa Dozentin am romanistischen Institut der Nationalen Autonomen Universität von Mexiko. Im Laufe der Zeit wechselte sie zunehmend in den akademischen Bereich der Frauenforschung.
Foppa war sowohl als Kunstkritikerin als auch als Dichterin aktiv; auch arbeitete sie als Simultandolmetscherin für Italienisch. Gemeinsam mit Dominique Eluard übersetzte sie Josefina Vicens’ Roman El libro vacío unter dem Titel Le Cahier clandestin ins Französische. Zu ihren Publikationen gehören neben kunstkritischen Schriften ein Band mit Gesprächen mit dem Künstler José Luis Cuevas sowie mehrere Gedichtbände. Ihre ersten Gedichte hatte sie noch auf Italienisch verfasst, der Großteil ihres Werkes entstand aber in der spanischen Sprache. Daneben engagierte sie sich als Feministin und gehörte 1976 zu den Mitbegründerinnen des ersten feministischen Journals Lateinamerikas Fem. Im November 1977 kuratierte sie im Museo de Arte Carrillo Gil eine Ausstellung zu lateinamerikanischen Künstlerinnen, Schriftstellerinnen usw. Zudem hatte sie seit 1972 ein eigenes feministisches Radioprogramm auf dem Universitätsradiosender der UNAM. Ihr Haus in Mexiko-Stadt diente häufig diversen Literaten, Künstlern und Intellektuellen Lateinamerikas als Unterkunft. Während ihr Werk in Mexiko heute weitgehend unbekannt ist, ist Foppa in Guatemala noch immer eine bekannte Dichterin.
Aus dem Exil in Mexiko heraus engagierte sich die Familie Foppas stets im Kampf gegen die Diktatur in Guatemala. Seit 1965 war Foppa selbst Mitglied der Agrupación Internacional de Mujeres contra la Represión und von Amnesty International, einige Kinder schlossen sich in Guatemala der Guerilla an. Im Sommer 1980 kam dabei ein Sohn ums Leben, wenig später verstarb ihr Ehemann in Mexiko bei einem Autounfall. Für Foppa war das der Auslöser, ihre Kritik an der guatemaltekischen Diktatur zu intensivieren. In ihrem Radioprogramm an der UNAM berichtete sie fortan unter anderem über die Gräueltaten, die das guatemaltekische Regime gegen das indigene Volk der Quiché verübt hatte. Im August 1980 reiste sie nach Guatemala, um ihre Mutter zu besuchen, wenngleich mindestens eine Tochter weiterhin als Guerilla im Land aktiv war. Einen Tag vor Foppas geplanten Abreise verschwand sie am 9. Dezember 1980 spurlos. Wahrscheinlich wurde sie vom guatemaltekischen Militärgeheimdienst G-2 verschleppt und dann ermordet. Zeugen beobachteten, wie sie auf einem Markt von Angreifern attackiert und in ein Auto gezogen wurde. Ihr weiteres Schicksal blieb auch nach internationalen Appellen an die Regierung von Präsident Fernando Romeo Lucas García ungeklärt. Zu dieser Zeit begann in Guatemala das Verschwindenlassen von Regimekritikern durch staatliche Behörden.

## Werke (Auswahl)
Gedichtbände
- La sin ventura. Tipografía América, Caracas 1955.
- Los dedos de mi mano. Costa-Amic, Mexiko-Stadt 1958.
- Aunque es de noche. Costa-Amic, Mexiko-Stadt 1959.
- Guirnalda de primavera. Ediciones Ecuardor O° O' O", Mexiko-Stadt 1965.
- Las palabras y el tiempo. La maquina eléctrica editorial, Mexiko-Stadt 1979.

Sachliteratur
- Confesiones De Jose Luis Cuevas. Fondo de Cultura Económica, Mexiko-Stadt 1975.

Übersetzungen
- mit Dominique Eluard: Josefina Vicens: Le Cahier clandestin. Éditions Julliard, Paris 1963.

Werkausgaben
- Elisa Díaz Castelo (Hrsg.): Alaíde Foppa. Universidad Nacional Autónoma de México, Mexiko-Stadt 2020. ISBN 978-607-30-4204-8.
- Viento de primavera: Antología poética (1945-1979). Fondo de Cultura Económica, Mexiko-Stadt 2022. ISBN 978-607-16-7723-5.